# Mickey Lammers
Michel Theodorus (Mickey) Lammers is een personage uit de Nederlandse soapserie Goede tijden, slechte tijden.
De rol werd van seizoen één tot medio seizoen vijf vertolkt door acteur Martin van Steijn. Van Steijn maakte begin 1998 en eind 2002 tweemaal een comeback in GTST. Het personage Mickey is gebaseerd op Mickey Pratt uit de Australische soapserie The Restless Years.

## Geschiedenis

### 1991-1994
Mickey verloor zijn ouders op jonge leeftijd en werd opgevoed door zijn oom Leo die hem jarenlang mishandelde. Uiteindelijk kwam hij in het opvangcentrum terecht. Mickey lijkt nergens zin in te hebben en toont weinig waardering voor de inspanningen van zijn voogd Daniël Daniël. Dan wordt hij verliefd op Nancy, het nichtje van Govert Harmsen. De dan nog boze buurman keurt deze relatie af omdat hij denkt dat er in het opvangcentrum alleen maar probleemjongeren verblijven. Mickey en Nancy besluiten samen weg te lopen, en moeten daardoor voor de kinderrechter verschijnen. Dankzij Daniël komen ze er slechts met een omgangsverbod van af. 
Na zijn afscheid van Nancy begint Mickey langzamerhand zijn draai te vinden; hij woont in Huize Koossie met onder andere Myriam van der Pol, Anita Dendermonde en Peter Kelder die net ontslag heeft genomen bij het opvangcentrum. Mickey runt met Peter en diens vriendin Suzanne Balk een vissersloods. Als het uitgaat tussen Peter en Suzanne wordt de loods verkocht en gaat Mickey achtereenvolgens aan de slag als tuinman bij de familie Catenbrughe en als barkeeper in De Koning. Uiteindelijk vindt hij zijn ware roeping en wordt hij journalist bij Het Spectrum. Janine Elschot brengt hem de kneepjes van het vak bij. Mickey schrijft artikelen over het zogenoemde pasjesbeleid van discotheek Xanadu en de frauduleuze praktijken van Martine Hafkamp, op dat moment de machtigste vrouw van Meerdijk. Dit leidt ertoe dat de Xanadu zijn deuren sluit en dat Martines status langzaamaan afbrokkelt.   
Ondertussen wil het in de liefde niet vlotten; Dian Alberts heeft al een relatie met Tim Waterman, met rijkeluisdochter Emma Driessen maakt hij het uit omdat ze niet bij elkaar passen, Anita vindt hem te kinderachtig, en ook de strijd met Mark de Moor om de charmes van Janines zus Marieke moet hij opgeven. Mickey is dan al in dienst gegaan, maar een paar maanden later keert hij alweer terug; hij is afgekeurd. Huize Koossie loopt leeg en wordt uiteindelijk overbodig omdat Anita een hotel begint. Mickey verhuist naar Berlijn waar hij correspondent wordt voor Het Spectrum.

### 1998 en 2002-2003
Bij zijn terugkeren in Meerdijk blijkt Mickey nog steeds gevoelens te hebben voor Anita. Na heel veel perikelen staan ze op het punt elkaar het jawoord te geven. Plotseling gaat de deur van de trouwzaal open en verschijnt Anita's grote liefde Rik de Jong in beeld. Iedereen in Meerdijk dacht dat hij was overleden in een Singapore gevangenis. Uiteindelijk kiest Anita toch voor Rik en besluit Mickey terug te gaan naar Berlijn.

## Familiebetrekkingen
- Daniël Daniël (voogd 1991-1992)
- Leo Lammers (oom)

### Kinderen
Miskraam met Anita Dendermonde